# Gabriella Di Girolamo
Gabriella Di Girolamo (Sulmona, 15 maggio 1977) è una politica italiana, dal 23 marzo 2018 senatrice della Repubblica per il Movimento 5 Stelle.

## Biografia
Nata a Sulmona (L'Aquila), dove consegue il diploma di maturità presso l'Istituto Tecnico Commerciale "Antonio De Nino", s'iscrive alla facoltà di economia e commercio dell'Università degli Studi "Gabriele d'Annunzio" di Chieti, ma interrompe gli studi per motivi personali.
Dal 2001 al 2018 ha svolto attività d’impresa come socio accomandante e prestatore d’opera in una società in accomandita semplice, con sede legale a Sulmona, nel settore della vendita e dell’assistenza informatica al pubblico e al privato, mentre dal 2008 al 2017 svolge l'attività di amministratrice di condominio.

## Attività politica
Nel 2012 diventa attivista del Movimento 5 Stelle (M5S) di Beppe Grillo e Gianroberto Casaleggio, fondando il primo meetup locale a Sulmona, per cui nel 2013 partecipa alla raccolta firme necessaria per la presentazione delle liste M5S alle elezioni politiche di quell'anno e alle elezioni comunali in Abruzzo si candida al consiglio comunale di Sulmona.
Alle elezioni regionali in Abruzzo del 2014 si candida tra le liste del Movimento 5 Stelle, a sostegno dell'avvocato e portavoce M5S teatino Sara Marcozzi, ma risultando non eletta al consiglio regionale dell'Abruzzo.
Alle elezioni politiche del 2018 si candida al Senato della Repubblica, tra le liste del M5S nel collegio plurinominale Abruzzo - 01, risultando eletta senatrice. Nel corso della XVIII legislatura ha fatto parte della 8ª Commissione Lavori pubblici, comunicazioni, della Commissione parlamentare d'inchiesta sulle condizioni di lavoro in Italia, sfruttamento e sicurezza nei luoghi di lavoro pubblici e privati e della Commissione parlamentare per l'attuazione del federalismo fiscale.
Alle elezioni politiche anticipate del 2022 viene rieletta nel medesimo collegio plurinominale. Diventa segretaria del gruppo al Senato.